# Aéroport de Yakima
L'aéroport de Yakima est un aéroport situé aux États-Unis, dans l'État de Washington.

## Situation
| \| 50 km1:5 973 000 \| Yakima Anacortes Bellingham Friday · Harbor Port · Angeles Tri-Cities Pullman · Moscow Boeing-King Seattle · Tacoma Spokane Walla Walla Wenatchee · Pangborn Paine |
| 50 km1:5 973 000 |